# AT-AA
Los AT-AA (All Terrain Anti Aircraft) son un andador fabricado íntegramente para aplastar naves rebeldes que pueden ser peligrosas para otros andadores como el AT-AT. Entre los stormtroopers surgió el nombre de AT-PT Antiaéreo. Un andador antiaéreo rápido y ágil que es el azote de las unidades voladoras rebeldes. La disposición de sus cuatro piernas separadas le da una estabilidad excepcional y el blindaje del armazón proporciona una buena protección a los tripulantes, piloto y artillero. 
El AT-AA tiene una cápsula de fuego antiaéreo asentada en un armazón andante; la cápsula puede modificar su inclinación proporcionando un mejor ángulo de fuego. Es una unidad indispensable utilizada para proteger las tropas, vehículos y estructuras del fuego aéreo enemigo.
El AT-AA fue diseñado por la República, pero fue el Imperio quien comenzó a fabricarlo.
- Datos: Q8183061